# دوقة (مقعد)

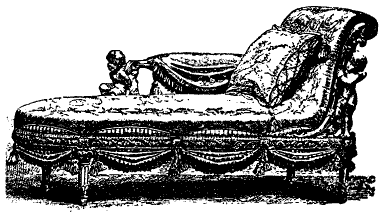
مقعد الدوقة (طويل), يرجع للقرن الثامن عشر.

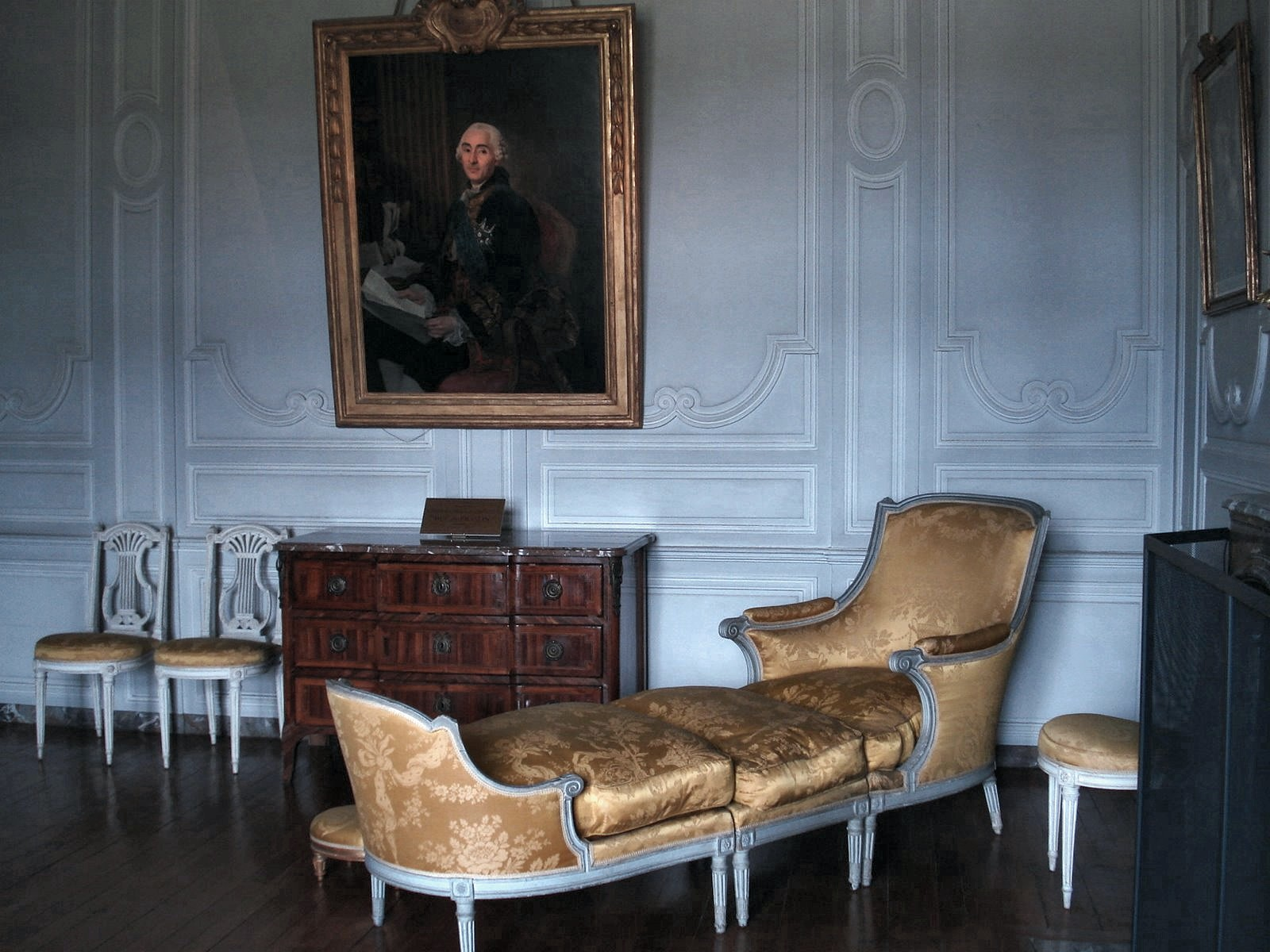
نسخة من مقعد الدوقة مجزأ إلى ثلاثة قطع، ويسمى أيضا الدوقة المكسورة.

مقعد الدوقة هو اسم قديم لأريكة تسمى سرير الدوقة، حيث يتكون من سرير منخفض تزينه أربعة جوانب. هو أيضا مضجع أنيق منجد ومبطن، ظهر في فرنسا في حقبة لويس الخامس عشر واستعمل كأثاث داخلي وأريكة، وخاصة من قبل النساء.

## الدوقة المكسورة
الدوقة المكسورة هو مضجع وأريكة طويلة ذو مسند ظهر منحني، شهد كثرة في الاستعمال بين 1745 و1780.

يتكون هذا المقعد من مقعدي بيرجير بينهما كرسي صغير. والباقي هو أرجل قصيرة وكرسي قدمين في حالة وجود ثلاثة قطع. وفي حالة وجود قطعتين اثنين فإن كرسي القدمين يكون مدد قليلًا.